# وزارة الصحة (تركمانستان)

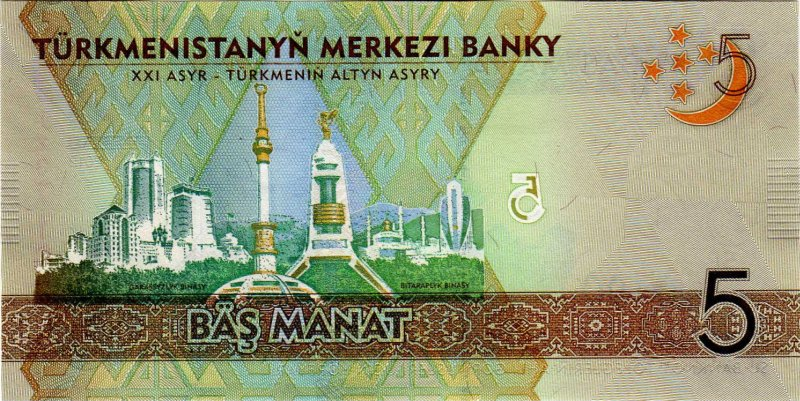
مبنى وزارة الصحة في عملة 5 مانات تركمانية

وزارة الصحة والصناعة الطبية في تركمانستان ( (بالتركمانية: Türkmenistanyň Saglygy goraýyş we derman senagaty ministrligi)‏ Türkmenistanyň Saglygy goraýyş ministrligi )، هي وكالة تابعة لحكومة تركمانستان ، ومقرها في عشق آباد . اعتبارًا من عام 2013، أصبح نورمحمد أمانيبيسو هو الوزير.

## قائمة الوزراء
- أكسلتان أتاييوا (5 أغسطس 1992 – 9 مارس 1994)
- جوربانجلدي كاداموف (9 مارس 1994 - 21 يوليو 1995)
- شاري كوليو (21 يوليو 1995 – 15 ديسمبر 1997)
- جوربانجولي بيردي محمدوف (15 ديسمبر 1997 – 21 ديسمبر 2006)
- بياشيم سوبييف (21 ديسمبر 2006 – 14 فبراير 2007)
- آتا سيردارو (27 فبراير 2007 - 9 أبريل 2010)
- قربان محمد إلياسوف (9 أبريل 2010 – 5 يوليو 2013)
- نورمحمد أمانيبيسو (5 يوليو 2013 – حتى الآن)

## روابط خارجية
- الموقع الرسمي
 باللغة التركمانية
- "وزارة الصحة". سكايسكرابربيج.